# マンケイト (ミネソタ州)
マンケイト（マンケート、マンケイトーなどとも、Mankato [mæŋˈkeɪtoʊ] ）は、アメリカ合衆国ミネソタ州南部に位置する都市。ミネアポリス・セントポールの南西約120kmに位置する。市域の大部分はミシシッピ川の支流であるミネソタ川の南東岸、ブルーアース郡内に広がるが、一部は隣接するニコレット郡やルシュール郡にもかかっている。人口は44,488人（2020年国勢調査）で、ミネアポリス・セントポール都市圏外の都市としてはロチェスター、ダルース、セントクラウド、ムーアヘッドに次ぐ規模である（ミネソタ州全体では22位）。ブルーアース・ニコレット両郡から成る都市圏は103,566人、この都市圏にニューウルム小都市圏（ブラウン郡）を加えた広域都市圏は129,478人（ともに2020年国勢調査）の人口を抱えている。

## 歴史

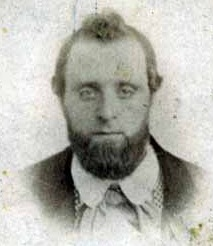
マンケイトの開拓者の1人、ヘンリー・ジャクソン（1811-57年）。セントポール市最初の治安判事、同市最初の郵便局長、および第1回ミネソタ準州議会議員を務めた。

現在のマンケイト市があるこの地には、何千年にもわたって様々な部族の先住民が住んできた。ヨーロッパ人が東海岸に入植し始めると、入植者に追われた先住民の諸部族がこの地に移入してきた。 19世紀中盤には、この地にはダコタ語を話す4つの部族が主に住み着いていた。その頃、この地はダコタ語で「緑にあふれた青い地球」を意味するMahkatoと呼ばれていた。
この地を訪れた最初のヨーロッパ人はフランスの探検家ピエール・ルジュールであった。ル・シュールは1683年、ブルーアース川がミネソタ川に合流するこの地にたどり着いた。ミネソタ川の河畔で青緑色の土を見つけたル・シュールは、その土が銅を含んでいるものと信じ、その標本をフランスに持ち帰った。化学者の鑑定によってその土に銅が含まれていることが判ると、1700年にル・シュールはこの地に戻り、その化学者の名を冠したル・ヒリアー砦を建てて採掘を始め、4,000ポンド（1,800kg）の鉱石を船に積んでミネソタ川からミシシッピ川を下らせた。しかし鉱石がフランスに届いたかは定かではなく、採掘もそれ以上進められることはなく、1702年にル・ヒリアー砦は放棄された。
この地に恒久的な入植地が創られたのはそれから150年後のことであった。1850年に就航した州都セントポールからミネソタ川を上る蒸気船や、その翌々年、1852年に開通したセントポール・マンケイト間の馬車道の存在によって、この地への白人入植者は急増した。その一方で、ダコタ・スー族は郡西部の、またウィネベーゴ族は郡東部の居住地へと追いやられていった。1852年2月、パーソンズ・K・ジョンソンとヘンリー・ジャクソンの2人の白人がこの地に入植地を創設した。この時入植地の名としてつけられたMankatoは、もともとのダコタ語の地名であったMahkatoの"h"を"n"と間違えたことによるもので、以後Mankatoのほうがそのまま定着してしまった。翌1853年にはブルーアース郡が創設され、その郡庁がマンケイトに置かれることになった。

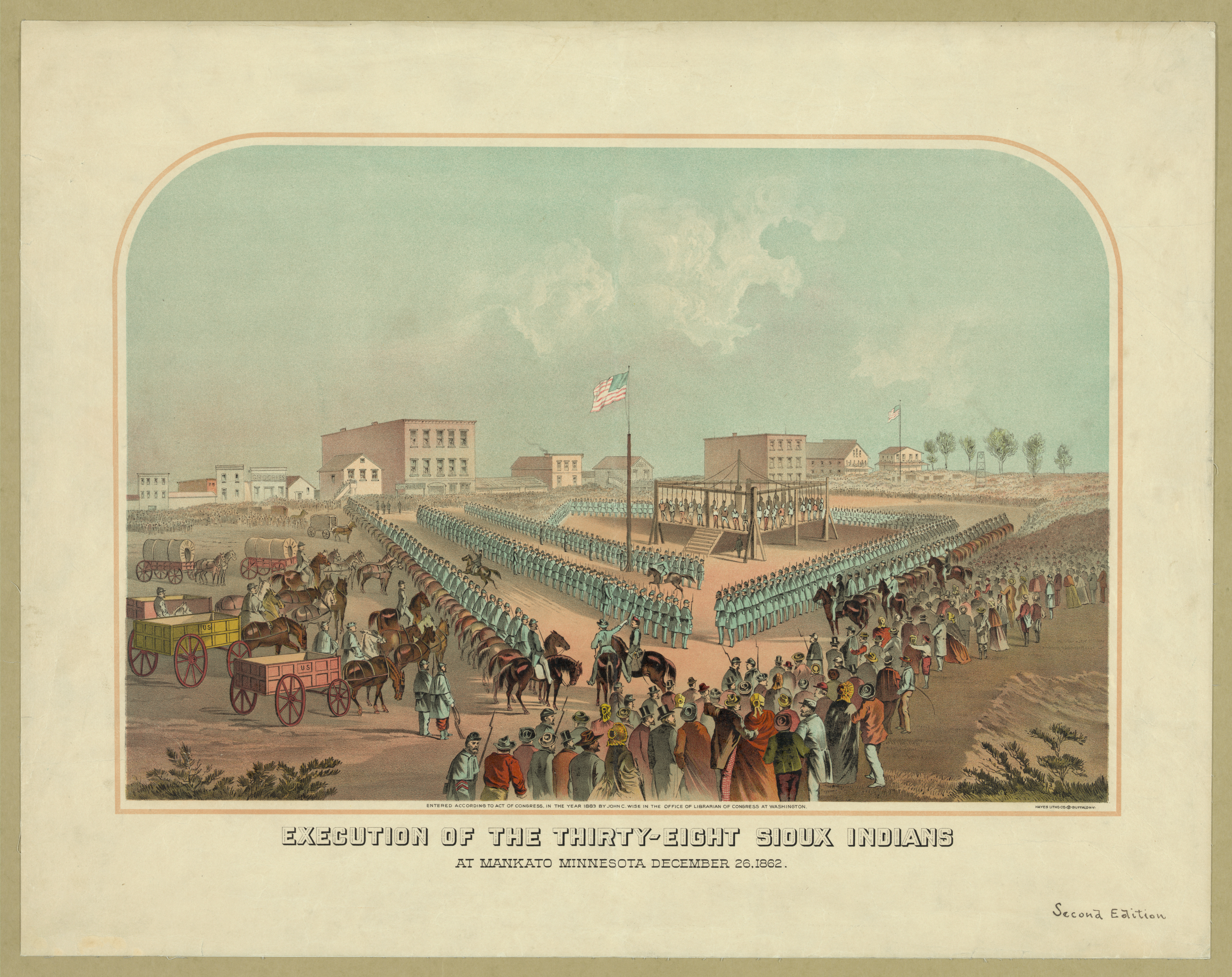
ダコタ族38人の処刑（1862年）

白人入植者の急増はやがて、先住民と入植者との間に軋轢を生むことになった。1862年8月、困窮したダコタ・スー族は蜂起し、白人入植者に対して攻撃を仕掛けた（ダコタ戦争）。この暴動は鎮圧され、同年12月26日、マンケイトで38人のダコタ・スー族が処刑された。
1868年、マンケイトに最初の鉄道が開通した。また、同じく1868年には、ミネソタ州立大学マンケイト校の前身であるマンケイト師範学校が創立した。1880年には、マンケイトは州第4の都市へと成長し、人口5,500人を数えた。

## 地理

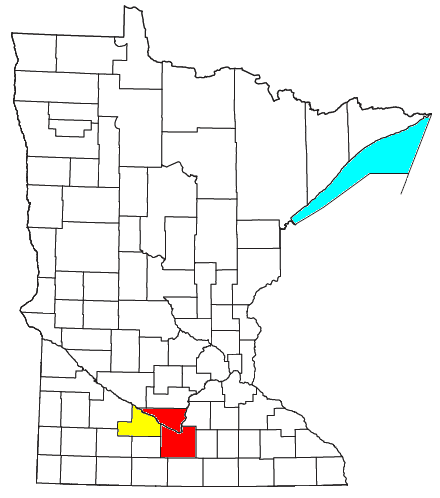
マンケイト・ニューウルム広域都市圏
マンケイト都市圏
ニューウルム小都市圏

マンケイトは北緯44度10分3秒 西経94度0分8秒 / 北緯44.16750度 西経94.00222度に位置する。市はミネソタ州南部に位置し、ミネアポリス・セントポールからは南西へ約120km、ロチェスターからは西へ約130kmに位置する。市中心部の標高は238m、ミネソタ州立大学のキャンパスでは305mである。
アメリカ合衆国国勢調査局によると、マンケイト市は総面積50.36km2（19.44mi2）である。そのうち49.42km2（19.08mi2）が陸地で0.93km2（0.36mi2）が水域である。総面積の1.85%が水域となっている。市域はミシシッピ川の支流で、マンケイトで流路を東南東から北へと変えるミネソタ川の南東岸に広がっている。中心部より上流、市域西端では、ミネソタ川の支流であるブルーアース川がミネソタ川に合流する。ミネソタ川の対岸、ニコレット郡側には、ノースマンケイトの市域が広がっている。

### 気候
マンケイトの気候は、温暖で時折蒸し暑くなることのある夏と、乾燥して寒さが厳しく、ミネアポリス・セントポールほどではないものの相当量の降雪もある冬に特徴付けられる、大陸性の気候である。最も暑い7月の最高気温の平均は約30℃に達し、最低気温は平均17℃、平均気温は約23℃である。最も寒い1月の平均気温は氷点下11℃、最低気温は氷点下16℃まで下がり、日中でも氷点下5℃程度までしか上がらない。降水量は夏季の5月から8月にかけては多く、月間95-100mm程度、逆に冬季の12月から2月にかけては少なく、月間20-25mm程度、その他の月は月間35-70mm程度である。また、初冬の11月には月間9cm程度、冬季の12月から3月にかけては月間20cm前後の降雪が見られる。年間降水量は720mm程度、年間降雪量は95cm程度である。ケッペンの気候区分では、マンケイトは中西部に広く分布する、亜寒帯湿潤気候（Dfa）に属する。

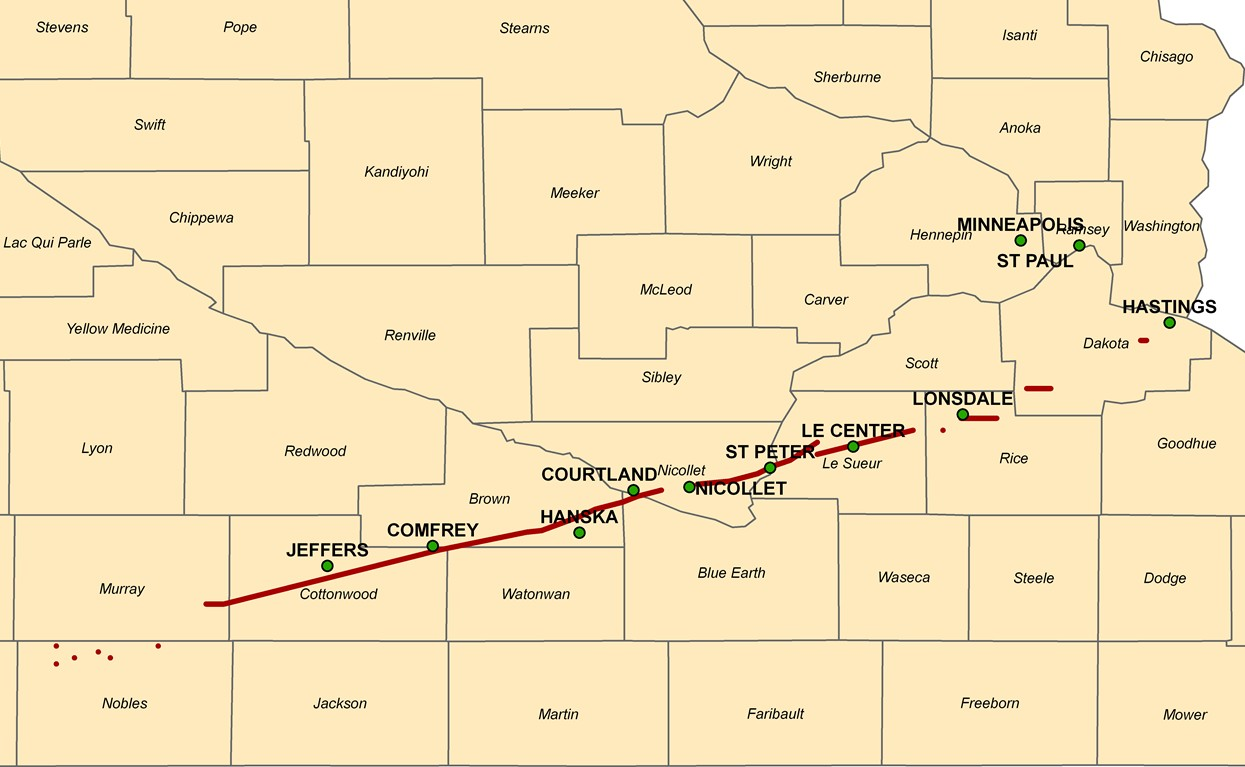
1998年3月29日に発生した竜巻群の軌跡

また、マンケイトはトルネード・アレイと呼ばれる、竜巻多発地帯の北端にあたり、南のアイオワ州やミズーリ州ほどではないものの、竜巻に見舞われやすい。1998年3月29日には、ミネソタ州南部からウィスコンシン州西部にかけて、東北東へと横切るように16個の竜巻が相次いで発生し、マンケイト北郊約20kmのセントピーターも藤田スケールF3の竜巻に見舞われた。
|               | 1月   | 2月  | 3月  | 4月  | 5月  | 6月  | 7月  | 8月   | 9月  | 10月 | 11月 | 12月 | 年    |
| ------------- | ----- | ---- | ---- | ---- | ---- | ---- | ---- | ----- | ---- | ---- | ---- | ---- | ----- |
| 平均気温（℃） | -10.8 | -7.2 | -0.7 | 8.5  | 15.5 | 20.4 | 23.1 | 21.8  | 16.6 | 10.5 | 1.2  | -6.9 | 7.7   |
| 降水量（mm）  | 20.3  | 22.9 | 43.2 | 61.0 | 94.0 | 99.1 | 96.5 | 101.6 | 71.1 | 53.3 | 35.6 | 25.4 | 724.0 |
| 降雪量（cm）  | 20.1  | 19.6 | 21.3 | 3.8  | -    | -    | -    | -     | -    | 0.8  | 8.6  | 21.3 | 95.5  |

## 政治

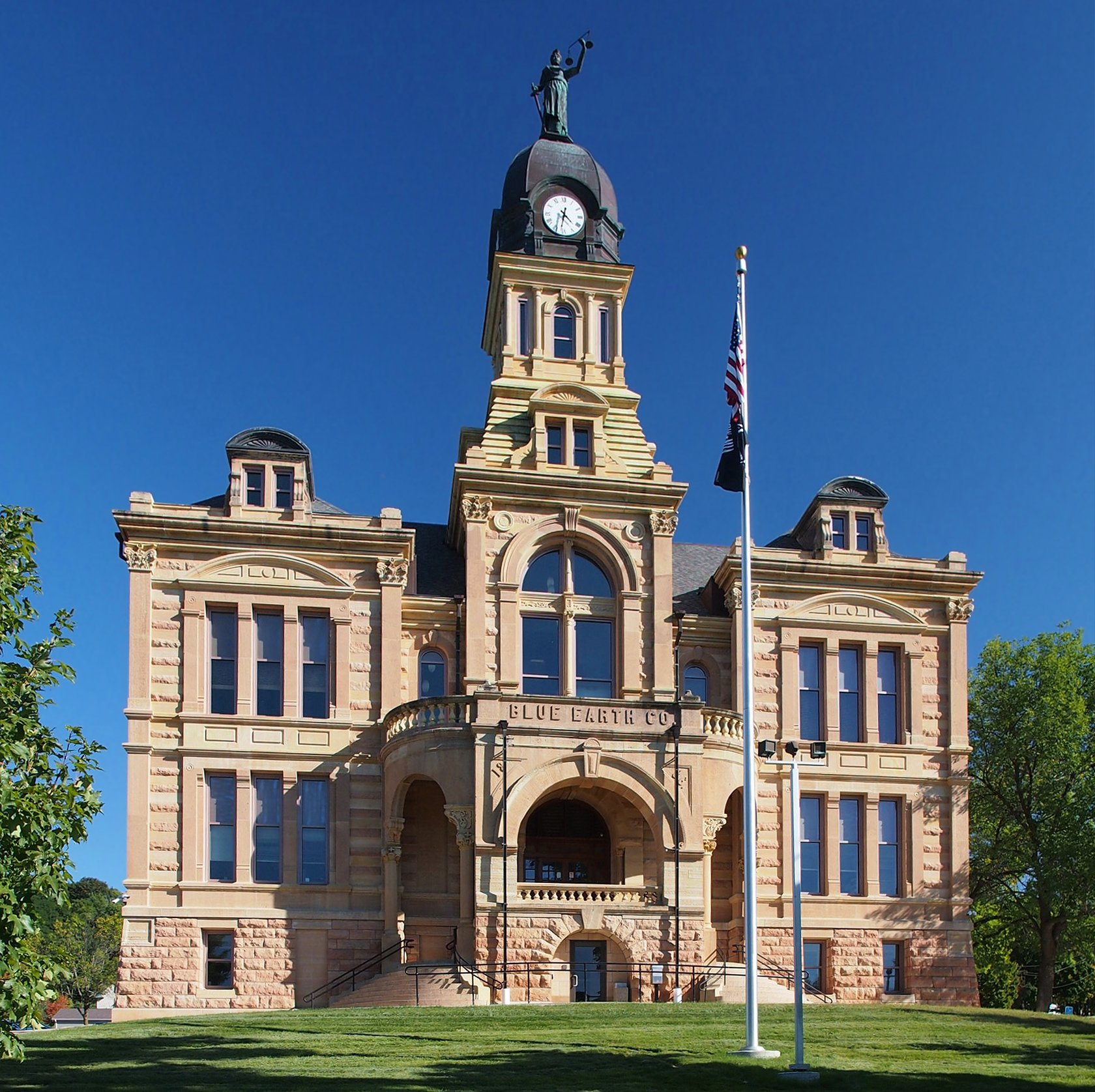
ブルーアース郡庁舎。1980年に国家歴史登録財に登録された。

マンケイトはシティー・マネージャー制を採っている。この制度の下、市長は儀礼的な役割を果たすにとどまり、市の行政実務の最高責任者となるのは、市議会に雇われたシティー・マネージャーである。シティー・マネージャーは、市政府各局長の任命や市職員の評価といった、市行政の日常業務全般に権限を有し、責任を負う。また、シティー・マネージャーは、市議会に提出する予算案を作成し、市長および市議会に対して、行政上および財務上の要望に関して助言する。
市の立法機関である市議会は市長および6人の市議員から成っている。6人の市議員のうち5人は市を5つに分けた小選挙区から1人ずつ選出され、残り1人が全市から選出される。市議員の任期は4年で、2年ごとに半数を改選する。
ミネソタ州議会下院議員選挙においては、マンケイトは第19区Bに属する。州議会上院議員選挙においては、マンケイトは第19区に属する。連邦議会下院議員選挙においては、マンケイトはロチェスターやウィノナ等と共に、州南部をカバーするミネソタ第1区に属している。この選挙区では、共和党がやや優勢である。

## 交通

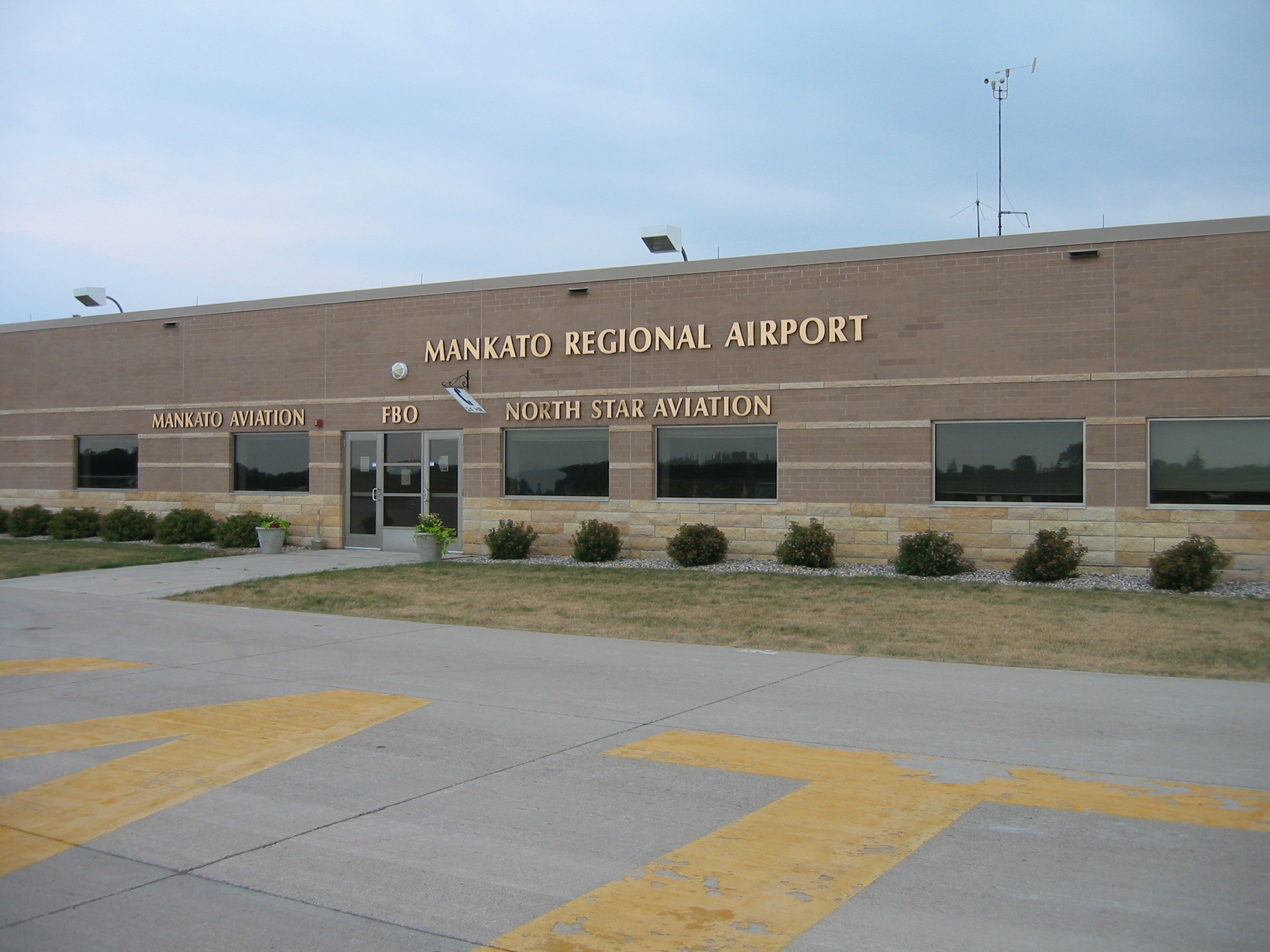
マンケイト地域空港のターミナルビル

マンケイトに最も近い商業空港は、ミネアポリスのダウンタウンの南西約13kmに立地するミネアポリス・セントポール国際空港（IATA: MSP）で、マンケイトからは車で約1時間半である。マンケイトから同空港へは、1日6便（土日は3便）のシャトルバスも出ている。同空港はデルタ航空のハブ空港で、同社の便を中心に国内外から多数の直行便が発着する。マンケイトにもダウンタウンの北東約9kmにマンケイト地域空港（IATA: MKT）が立地しているが、この空港は規模が小さく、専ら自家用機やチャーター機などの発着に使われる、ゼネラル・アビエーションと呼ばれる空港で、定期旅客便は就航していない。
マンケイトには州間高速道路が通っていないが、国道14号線がマンケイト以東、オワトナで南北の幹線の1つであるI-35に接続するジャンクションまで高速道路規格になっている。マンケイト・ノースマンケイト両市内で高速道路規格になっている国道169号線は、北へはミネアポリス・セントポール都市圏へ通ずる最短ルートを成し、南へはブルーアースでI-90に接続し、特に同線西行、サウスダコタ州スーフォールズ方面への短絡路となっている。この他、マンケイト市内を通る主な道路としては、ミネソタ州道22号線、州道60号線、および州道66号線が挙げられる。
マンケイトの市営バス網は14系統を有し、マンケイト市内、特にダウンタウンおよびミネソタ州立大学キャンパス周辺を重点的にカバーしている。

## 教育

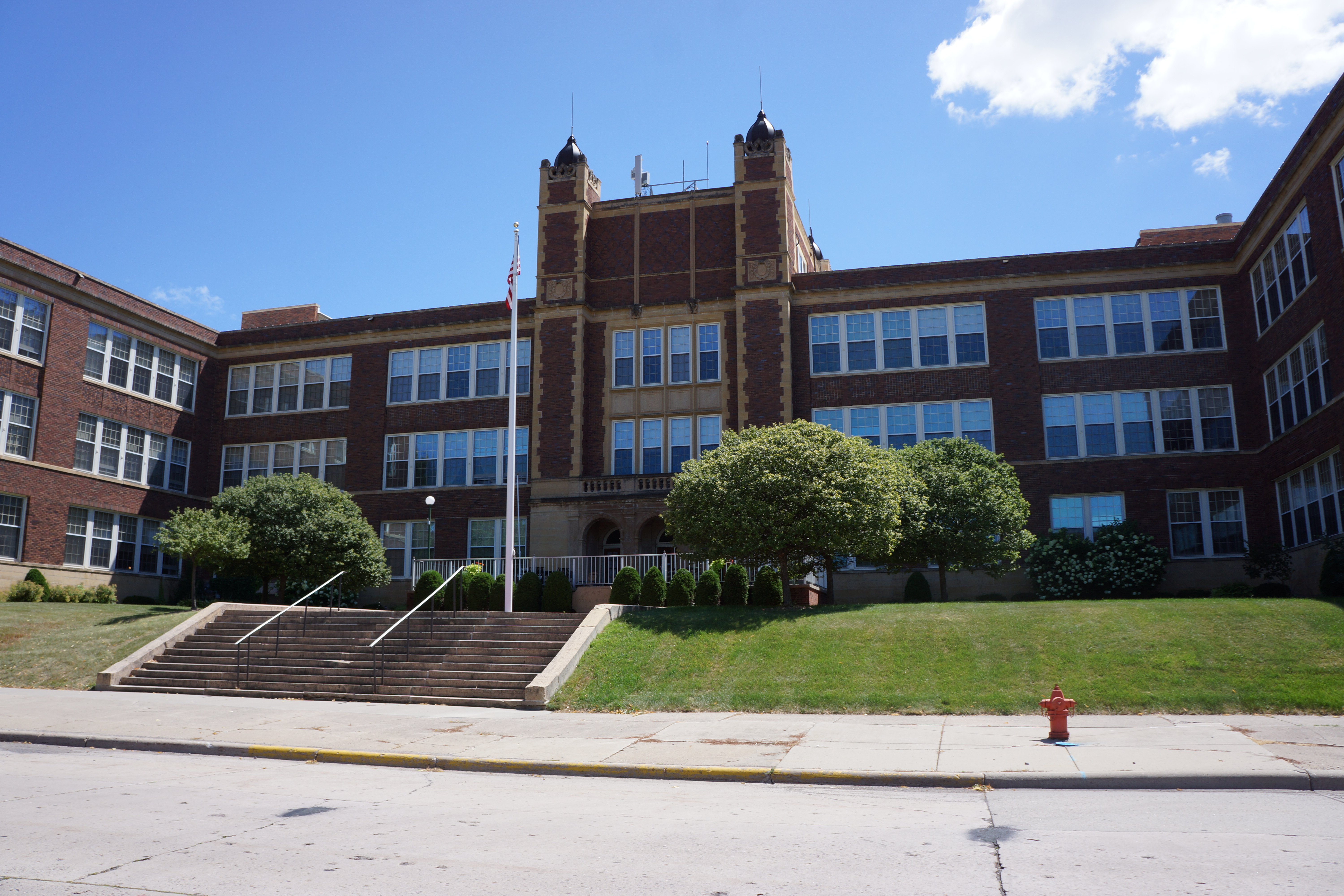
ミネソタ州立大学マンケイト校

ミネソタ州立大学マンケイト校は市中心部の南約2km、ミネソタ川を見下ろす丘の上に303エーカー（1,226,000m2）のキャンパスを構えている。同学は1868年にマンケイト師範学校として創立し、1927年に4年制の教育大学へ、1957年に総合大学へと移行し、1995年に新たに創設されたミネソタ州立大学機構（ミネソタ大学とは別）に組み入れられた州立大学で、1998年から現称になっている。同学は教養、保健・看護、経営、教育、理工、社会・行動科学の6つの学部を有し、学部で130、大学院で85の専攻プログラムを提供し、約15,000人の学生を抱えている。同学のスポーツチーム、マーベリックスは、男女アイスホッケーチームはNCAAディビジョンIに属する西部大学ホッケー協会に属しており、その他の競技チームはディビジョンIIに属している。また、同学はマンケイトの地域経済においても重要な役割を果たしており、大学自体が1,600人を雇用しているほか、創出している雇用は6,000人以上、もたらす経済効果は7億8150万ドルにのぼる。ミネソタ州立大学マンケイト校は、USニューズ&ワールド・レポートの大学ランキングでは、中西部の「地方区の大学」の中で80位前後という評価を受けている。

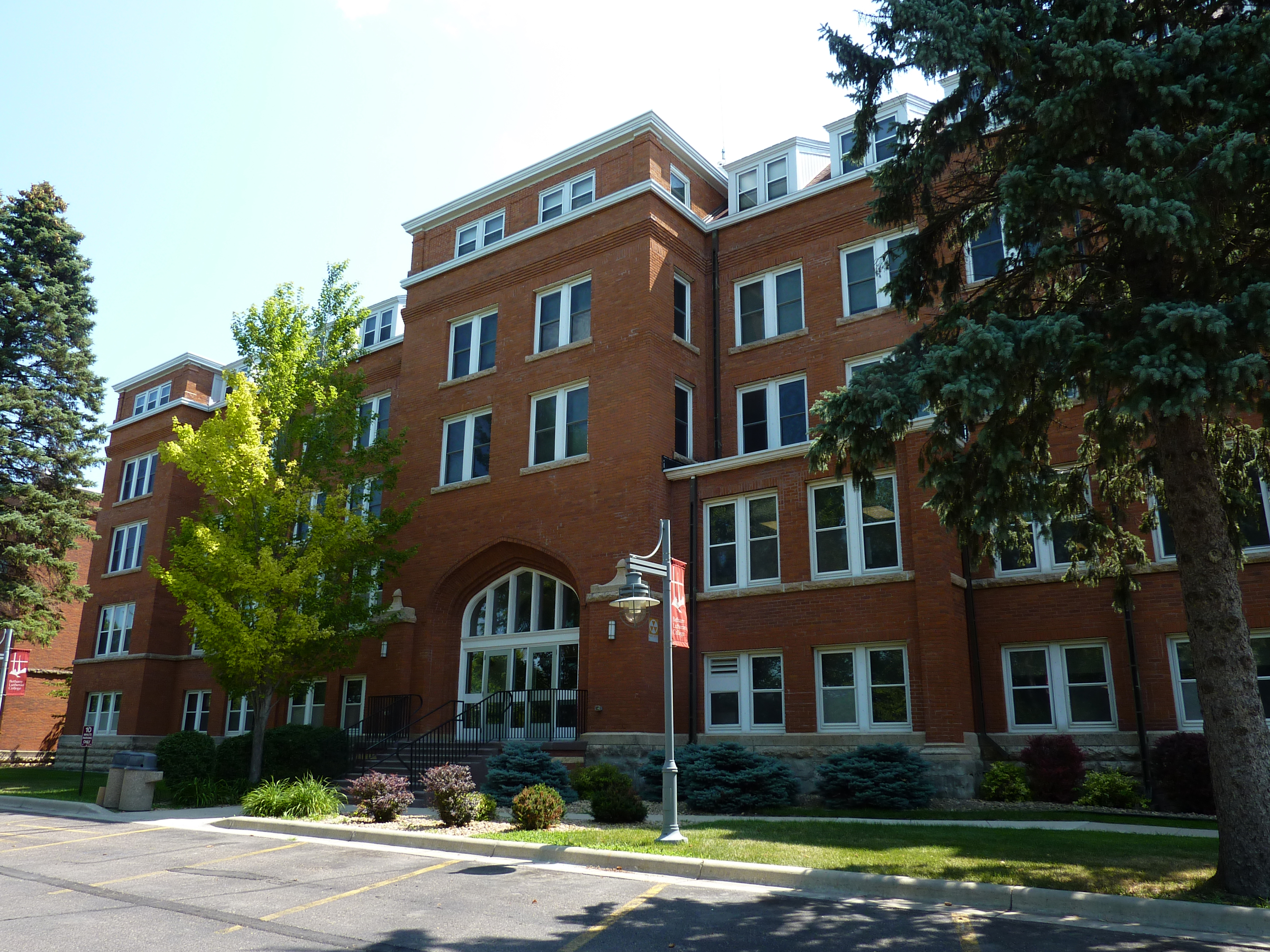
ベサニー・ルーサラン大学

市中心部のすぐ東の丘の上にはベサニー・ルーサラン大学が50エーカー（202,000m2）のキャンパスを構えている。同学は1927年に創立したルーテル教会系のリベラル・アーツ・カレッジである。同学は学部生約600人の小規模な大学でありながら、24の専攻、25の副専攻、および9つの専門職大学院準備プログラムを提供している。
マンケイト・ノースマンケイト両市およびその周辺地域におけるK-12課程は、マンケイト地域公立学区（第77学区）の管轄下にある公立学校によって主に支えられている。同学区は就学前教育校1校、小学校（幼稚園・1-5年生）10校、中学校（6-8年生）2校、高校（9-12年生）3校、約10,000人の児童生徒を抱えている。加えて、ホームスクーリングを主にした小中高一貫の個別教育校であるフューチャー校も有している。
また、マンケイトを含む州南部を管轄区域とするカトリックのウィノナ・ロチェスター司教区は、マンケイトに小中高一貫のロヨラ・カトリック校を置いている。ルーテル教会は、マンケイトに小中高一貫のイマニュアル・ルーサラン校、小中一貫のマウント・オリーブ・ルーサラン校、同じく小中一貫のライズン・サイビア・ルーサラン校の3校を置いている。
マンケイトにはブルーアース郡図書館の本館が置かれている。このブルーアース郡図書館は、マンケイトに本部を置く、ミネソタ州南中部9郡の図書館を管轄する、トラバース・デ・スー図書館協会の加盟館でもある。

## 文化と名所

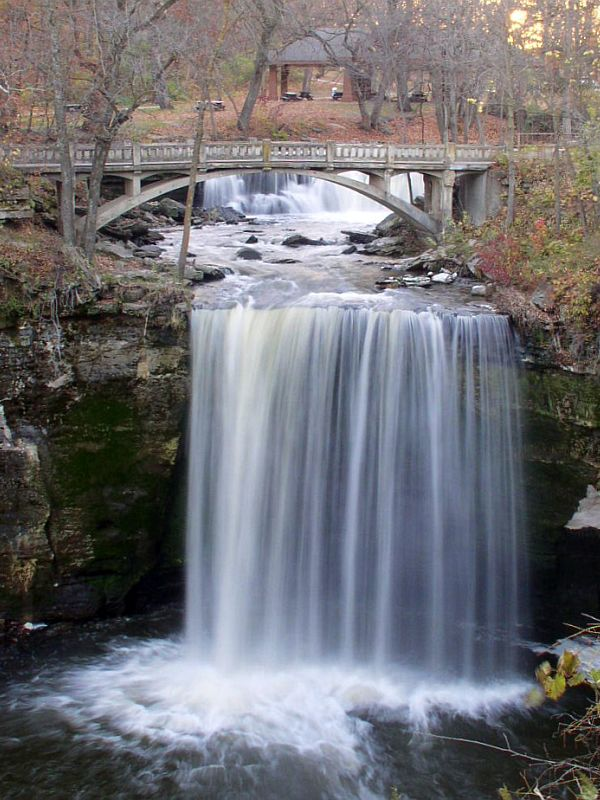
ミネオパ州立公園内のミネオパ滝

マンケイトは「ベッツィーとテイシイ」シリーズで知られる小説家モード・ハート・ラブレイスを生んだ地である。ラブレイス自身を主人公ベッツィーのモデルとした同シリーズの中で、マンケイトもまた、舞台となっている架空の町、ミネソタ州ディーブバレーのモデルとなっている。1892年に建てられたラブレイスの生家、およびその隣に1898年に建てられた、作中でも親友テイシイのモデルとなったラブレイスの親友フランシス・「ビック」・ケニーの家は、ともに保存されており、それぞれ「ベッツィーの家」「テイシイの家」として、博物館および土産物屋になっている。
このほか、マンケイトには南ミネソタ子供博物館、旧マンケイト公立図書館を転用したカーネギー芸術センター、ブルーアース郡の歴史に関する事物を収蔵・展示するブルーアース郡歴史センターといった博物館・美術館が立地している。また、市中心部に位置する、国家歴史登録財にも登録されているレネセリア・D・ハバード邸も、ブルーアース郡歴史協会の管理下で博物館として一般公開されている。
マンケイトには大小様々な公園があり、その総面積は600エーカー（2.43km2）を超える。市西端、ブルーアース川がミネソタ川に合流する地点には、1887年に設置され、初代ミネソタ州知事ヘンリー・ヘイスティングス・シブリーからその名を取った、マンケイト最古の公園、シブリー・パークが立地する。園内にはテニスコートやソフトボール場といったスポーツ施設があり、遊歩道が整備されている。また、同園内にはシブリー・ファームという農場もあり、納屋では家畜が、また池では錦鯉が飼育されている。シブリー・パークからミネソタ川を遡った上流南岸にはミネオパ州立公園が立地している。園内では様々な野鳥が見られるほか、アメリカバイソンが330エーカーの範囲で放し飼いにされ、その群れを見ることができる。その一方で、同園はもともとミネオパという小さな入植地が創られた地であり、また園内には1864年に建てられた風車などの歴史的建築物も残されており、園全体が国定歴史地区および国家歴史登録財に登録されている。また、市中心部の北、ミネソタ川の東岸にはリバーフロント・パークが立地している。同園内には、地元採石業者ベッター・ストーンから1,500tの石材の寄付を受けて造られ、同社の名を冠したベッター・ストーン野外劇場があり、コンサートなどのイベントに使われている。

## 人口動態

### 都市圏人口
マンケイトの都市圏および広域都市圏を形成する各郡の人口は以下の通りである（2020年国勢調査）。
マンケイト都市圏
| 郡             | 州         | 人口      |
| -------------- | ---------- | --------- |
| ブルーアース郡 | ミネソタ州 | 69,112人  |
| ニコレット郡   | ミネソタ州 | 34,454人  |
| 合計           | 合計       | 103,566人 |

マンケイト・ニューウルム広域都市圏
| 都市圏/小都市圏      | 郡               | 州               | 人口      |
| -------------------- | ---------------- | ---------------- | --------- |
| マンケイト都市圏     | マンケイト都市圏 | マンケイト都市圏 | 103,566人 |
| ニューウルム小都市圏 | ブラウン郡       | ミネソタ州       | 25,912人  |
| 合計                 | 合計             | 合計             | 129,478人 |

### 市域人口推移
以下にマンケイト市における1870年から2020年までの人口推移をグラフおよび表で示す。
| 統計年 | 人口     |
| ------ | -------- |
| 1870年 | 3,482人  |
| 1880年 | 5,550人  |
| 1890年 | 8,838人  |
| 1900年 | 10,599人 |
| 1910年 | 10,365人 |
| 1920年 | 12,469人 |
| 1930年 | 14,039人 |
| 1940年 | 15,654人 |
| 1950年 | 18,809人 |
| 1960年 | 23,797人 |
| 1970年 | 30,895人 |
| 1980年 | 28,651人 |
| 1990年 | 31,477人 |
| 2000年 | 32,427人 |
| 2010年 | 39,309人 |
| 2020年 | 44,488人 |

## 註
1. ↑  QuickFacts: Mankato city, Minnesota. U.S. Census Bureau. 2020年.
2. ↑  OMB Bulletin No. 20-01, Revised Delineations of Metropolitan Statistical Areas, Micropolitan Statistical Areas, and Combined Statistical Areas, and Guidance on Uses of Delineations of These Areas. Office of Management and Budget. 2020年3月6日.
なお、ルシュール郡はミネアポリス・セントポール都市圏に含まれる。
3. 1 2  QuickFacts. U.S. Census Bureau. 2020年.
4. ↑  Henry Jackson of St. Paul and Mankato. First Justice of the Peace in St. Paul (1843), first Postmaster of St. Paul (1846-1849), member of the first Territorial Assembly and pioneer settler of Mankato. Visual Resources Database. Minnesota Historical Society. 2019年3月24日閲覧.
5. 1 2 3 4 5 6  History. City of Mankato. 2019年3月24日閲覧.
6. 1 2 3 4  Mankato History. The Greater Mankato Growth, Inc. 2019年3月24日閲覧.
7. 1 2 3 4 5 6 7 8  History. Blue Earth County. 2019年3月24日閲覧.
8. ↑  U.S.-Dakota War, Chronology of the 1862 War. The Greater Mankato Growth, Inc. 2019年3月24日閲覧.
9. 1 2  Historical Weather for North Mankato, Minnesota, United States of America. Weatherbase.com. 2019年3月13日閲覧.
10. 1 2 3  MINNESOTA - Blue Earth County. National Register of Historic Places. 2019年3月19日閲覧.
11. 1 2  Mankato City Council. City of Mankato. 2019年3月16日閲覧.
12. ↑  City Manager. City of Mankato. 2019年3月16日閲覧.
13. ↑  Minneapolis-St Paul Int'l. (Form 5010) Airport Master Record. Federal Aviation Administration. 2019年2月28日. 2019年3月18日閲覧.
14. ↑  Minneapolis Airport Shuttle. Land to Air Express. 2019年3月19日閲覧.
15. ↑  St Cloud Rgn'l. (Form 5010) Airport Master Record. Federal Aviation Administration. 2019年2月28日. 2019年3月19日閲覧.
16. ↑  Bus Routes. City of Mankato. 2019年3月19日閲覧.
17. ↑  Fast Facts About Minnesota State Mankato. Minnesota State University, Mankato. 2019年3月22日閲覧.
18. ↑  Economic Impact. Minnesota State Universiry, Mankato. 2019年3月22日閲覧.
19. ↑  Best Colleges 2020: Regional Universities Midwest Rankings. U.S. News & World Report. 2019年. 2019年10月22日閲覧.
2020年版（2019年発行）では84位であった。
20. ↑  About Us. Bethany Lutheran College. 2019年3月22日閲覧.
21. ↑  Areas of Study. Bethany Lutheran College. 2019年3月22日閲覧.
22. ↑  About MAPS. Mankato Area Public Schools. 2019年3月23日閲覧.
23. ↑  Futures. Mankato Area Public Schools. 2019年3月23日閲覧.
24. ↑  Loyola High School/Loyola Primary School, Loyola Intermediate School. Diocese of Winona-Rochester. 2019年3月23日閲覧.
25. ↑  Home. Immanuel Lutheran School. 2019年3月23日閲覧.
26. ↑  Who We Are. Mount Olive Lutheran School. 2019年3月23日閲覧.
27. ↑  Home. Risen Savior Lutheran School. 2019年3月23日閲覧.
28. ↑  Locations. Blue Earth County Library. 2019年3月23日閲覧.
このほか、郡内のレイククリスタルおよびメイプルトンに支館が置かれている。
29. ↑  Members - Public Libraries. Traverse des Sioux Library Cooperative. 2019年3月23日閲覧.
30. ↑  Visits & Tours. Betsy-Tacy Society. 2019年4月21日閲覧.
31. ↑  Home. Children's Museum of Southern Minnesota. 2019年4月22日閲覧.
32. ↑  Home. Carnegie Art Center. 2019年4月22日閲覧.
33. ↑  History Center. Blue Earth County Historical Society. 2019年4月22日閲覧.
34. ↑  Historic R. D. Hubbard House. Blue Earth County Historical Society. 2019年4月22日閲覧.
35. ↑  Parks. City of Mankato. 2019年4月23日閲覧.
36. ↑  Sibley Park. City of Mankato. 2019年4月23日閲覧.
37. ↑  Sibley Farm.  City of Mankato. 2019年4月23日閲覧.
38. 1 2  Minneopa State Park. Department of Natural Resources, State of Minnesota. 2019年4月23日閲覧.
39. ↑  Riverfront Park. City of Mankato. 2019年4月23日閲覧.
40. ↑  Welcome to Vetter Stone Amphitheater. Mankato Civic Center. 2019年4月23日閲覧.